# Otto von Gierke
Otto Friedrich von Gierke (11 de enero de 1841-10 de octubre de 1921) fue un historiador del Derecho y político alemán. En su obra magna de cuatro volúmenes titulada Das deutsche Genossenschaftsrecht (El derecho alemán de asociaciones) fue pionero en el estudio de los grupos sociales y de la importancia de las asociaciones en la vida alemana, que situaba entre los límites del derecho privado y el público. Durante su carrera en el departamento de derecho de la Universidad de Berlín, Gierke fue uno de los principales críticos del recién redactado Código Civil de Alemania, argumentando que había sido moldeado en un marco individualista que no era coherente con las tradiciones sociales alemanas. Contribuyó al avance del concepto de derecho social, por encima de la división clásica del derecho público y el derecho privado.